# Rudolf Michaelis

Rudolf Michaelis

Rudolf Michaelis (* 12. März 1902 in Magdeburg; † 22. Januar 1945 in München) war ein deutscher nationalsozialistischer Politiker und SA-Führer. Ab der 6. Wahlperiode 1932 vertrat er die NSDAP im deutschen Reichstag.

## Leben
Michaelis besuchte von 1908 bis 1913 die Bürgerschule in Magdeburg und danach bis 1916 die Mittelschule in Hecklingen. Bis 1918 absolvierte er eine kaufmännische Ausbildung bei den Elektrizitätswerken Staßfurt, danach meldete er sich zu freiwilligen Hilfsdiensten des Deutschen Pfadfinderbunds während des Ersten Weltkrieges nach Antwerpen und Brüssel. Nach Kriegsende wurde er in Marienwerder bis 1920 zum Unteroffizier ausgebildet und gehörte danach der Marinebrigade Ehrhardt an. Dem schloss sich bis 1925 eine Ausbildung zum Ingenieur an. Nachdem er als Ingenieur in der Industrie tätig gewesen war, eröffnete er im August 1927 in Leopoldshall ein eigenes Ingenieurbüro, das er 1933 nach Dessau und später nach München verlegte.
Bereits 1923 trat er in die NSDAP ein und wurde Mitglied der Schwarzen Reichswehr. Nach dem Parteiverbot trat er der NSDAP zum 2. November 1925 erneut bei (Mitgliedsnummer 21.578) und war anschließend Ortsgruppenleiter in Staßfurt. Im Februar 1930 wurde er für die NSDAP in den Stadtrat von Staßfurt gewählt und bekleidete diese Funktion bis Juli 1931. Im April 1930 wurde er Führer der SA in Anhalt und Anfang Juli 1932 zum Standartenführer befördert. Am 1. September 1933 wurde er zum Oberführer und Führer der SA-Brigade Nr. 39 (Magdeburg Süd-Anhalt) befördert. Seit August 1934 war er Abteilungschef der Obersten SA-Führung. Am 1. November 1937 wurde Michaelis Chef des Amtes für körperliche Ertüchtigung der Obersten SA-Führung. Von Anfang Juli 1938 bis zu seinem Tod im Januar 1945 war er Stabsführer der SA-Gruppe Hochland in München. Von September 1939 bis April 1945 war er vertretungsweise mit der Leitung der der SA-Gruppe Franken beauftragt. Bei der SA stieg er am 9. November 1938 bis zum Gruppenführer auf.
Am Zweiten Weltkrieg nahm er ab 1940 als Oberleutnant d. R. in einem Gebirgsjäger-Regiment am Westfeldzug, dem Balkanfeldzug und am Deutsch-Sowjetischen Krieg teil.
Im Juli 1932 erfolgte seine Wahl in den deutschen Reichstag, dem er bis zu seinem Tod angehörte.